# Vescours
Vescours település Franciaországban, Ain megyében. Lakosainak száma 215 fő (2022. január 1.). Vescours Arbigny, Chavannes-sur-Reyssouze, Saint-Trivier-de-Courtes, Sermoyer és Romenay községekkel határos.

## Népesség
A település népessége az elmúlt években az alábbi módon változott:
| Lakosok száma | 225  | 181  | 191  | 199  | 210  | 255  | 241  | 232  | 221  | 215  |
|               | 1968 | 1982 | 1999 | 2006 | 2011 | 2015 | 2017 | 2018 | 2020 | 2022 |